# Каровіньйо
Каровіньйо (італ. Carovigno, сиц. Carvigni) — муніципалітет в Італії, у регіоні Апулія,  провінція Бриндізі.
Каровіньйо розташоване на відстані близько 460 км на схід від Рима, 85 км на південний схід від Барі, 24 км на захід від Бриндізі.
Населення — 16 555 осіб (2014).
Покровитель — Maria S.Sma di Belvedere.

## Демографія
Населення за роками:

Станом на 1 січня 2023 року в муніципалітеті офіційно проживали 973 іноземці з 67 країн, серед них 209 громадян країн Євросоюзу та 5 громадян України.

## Сусідні муніципалітети
- Бриндізі
- Остуні
- Сан-Віто-деі-Норманні
- Сан-Мікеле-Салентино